# نمط جزيئي مرتبط بالضرر
النماذج الجزيئية المرافقة للأذية (بالإنجليزية: Damage-associated molecular patterns)‏، جزيئات ضمن الخلايا تشكل أحد مكونات جهاز المناعة الفطري، تحررها الخلايا المتضررة أو الميتة بسبب الرض أو العدوى بأحد العوامل الممرضة.
تُعرف هذه الجزيئات أيضًا بالنماذج الجزيئية المرافقة للخطر، أو إشارات الخطر، أو الجزيئات المنذرة، لأنها تمثل علامة تحذير للعضوية تنبهها لأي ضرر أو عدوى لخلاياها، وهي إشارات خطر داخلية المنشأ تُطلق إلى الوسط خارج الخلوي استجابةً لأذية الخلايا نتيجة الرض أو العامل الممرض. حالما تتحرر هذه الجزيئات من الخلايا تحرض استجابةً مناعيةً غير خمجية بارتباطها مع مستقبلات التعرف على النموذج.
يمثل الالتهاب جانبًا أساسيًا في الاستجابة المناعية الفطرية لأنه يساعد في تخفيف الضرر المستقبلي للعضوية عبر إزالة الغازيات المؤذية من المناطق المصابة وبدء عملية الشفاء. مثال ذلك السيتوكين إنترلوكين 1 ألفا، وهو أحد النماذج الجزيئية المرافقة للأذية ينشأ ضمن نوى الخلايا ويرتبط بمستقبل التعرف على نموذج إنترلوكين – 1 حال إطلاقه إلى الوسط خارج الخلوي، والأخير بدوره يطلق استجابةً التهابية تجاه الرض أو العامل الممرض الذي يحرض تحرير إنترلوكين 1 ألفا.
على نقيض الاستجابة الالتهابية غير الخمجية التي تنتجها هذه النماذج، تطلق النماذج الجزيئية المرافقة للعوامل الممرضة استجابةً التهابيةً محرضةً بالعامل المعدي وتحافظ عليها. يتألف العديد من هذه النماذج من بروتينات نووية أو بروتينات العصارة الخلوية التي تؤدي وظيفةً محددة ضمن الخلايا وتُطلق إلى خارج الخلية بعد الضرر النسيجي. إن هذا الانزياح من الوسط داخل الخلوي إلى الوسط خارج الخلوي ينقل النماذج الجزيئية من البيئة ناقصة الأكسدة إلى بيئة مؤكسدة مؤديةً إلى إفساد وظيفتها. هناك نماذج أخرى تنشأ من مصادر مختلفة تختلف عن الجزئيات النووية وجزيئات العصارة النسيجية المذكورة سابقًا، ومنها المتقدرات والحبيبات والنسيج البيني خارج الخلوي والشبكة الهيولية الباطنة والغشاء البلازمي.

## نظرة عامة
تتصف النماذج الجزيئية المرافقة للأذية ومستقبلاتها بما يلي:
| المنشأ               | النماذج الجزيئية الكبرى  |                                      | المستقبلات                                                         |
| -------------------- | ------------------------ | ------------------------------------ | ------------------------------------------------------------------ |
| الوسط خارج الخلوي    |                          | بيغليكان                             | TLR2, TLR4, NLRP3                                                  |
|                      |                          | ديكورين                              | TLR2, TLR4                                                         |
|                      |                          | فيرسيكان                             | TLR2, TLR6, CD14                                                   |
|                      |                          | هيالورونان منخفض الوزن الجزيئي       | TLR2, TLR4, NLRP3                                                  |
|                      |                          | سلفات الهيباران                      | TLR4                                                               |
|                      |                          | فيبرونكتين (نطاق إيكتوديسبلازين)     | TLR4                                                               |
|                      |                          | مولد الفبرين                         | TLR4                                                               |
|                      |                          | تيناسكين سي                          | TLR4                                                               |
| الحجرات داخل الخلوية | العصارة الخلوية          | حمض البول                            | NLPR3, P2X7                                                        |
|                      |                          | بروتينات إس 100                      | TLR2, TLR4, RAGE                                                   |
|                      |                          | بروتينات الصدمة الحرارية             | TLR2, TLR4, CD91                                                   |
|                      |                          | الأدينوزين ثلاثي الفوسفات            | P2X7, P2Y2                                                         |
|                      |                          | إف-أكتين                             | DNGR-1                                                             |
|                      |                          | سيكلوفيلين إيه                       | CD147                                                              |
|                      |                          | Aβ                                   | TLR2, NLRP1, NLRP3, CD36, RAGE                                     |
|                      | النواة                   | الهستونات                            | TLR2, TLR4                                                         |
|                      |                          | HMGB1                                | TLR2, TLR4, RAGE                                                   |
|                      |                          | HMGN1                                | TLR4                                                               |
|                      |                          | إنترلوكين 1 ألفا                     | إنترلوكين 1 آر                                                     |
|                      |                          | إنترلوكين 33                         | ST2                                                                |
|                      |                          | SAP130                               | مستقبلات الليكتين المحرضة المعتمدة على شوارد الكالسيوم في البالعات |
|                      |                          | الحمض النووي الريبوزي منقوص الأكسجين | TLR9, AIM2                                                         |
|                      |                          | الحمض النووي الريبوزي                | TLR3, TLR7, TLR8, RIG-I, MDAS                                      |
|                      | المتقدرات                | الدنا المتقدري                       | TLR9                                                               |
|                      |                          | TFAM                                 | RAGE                                                               |
|                      |                          | فورميل ببتيد                         | FPR1                                                               |
|                      |                          | أنماط الأكسجين التفاعلي المتقدري     | NLRP3                                                              |
|                      | الشبكة الهيولية الداخلية | كارليتيكولين                         | CD91                                                               |
|                      | الحبيبات                 | ديفينسين                             | TLR4                                                               |
|                      |                          | كاتيلسيدين LL37                      | P2X7, FPR2                                                         |
|                      |                          | السم العصبي المشتق من الحمضات        | TLR2                                                               |
|                      |                          | الإنزيم الحال للحبيبات               | TLR4                                                               |
|                      | الغشاء الخلوي            | سينديكان                             | TLR4                                                               |
|                      |                          | غليبيكان                             | TLR4                                                               |

## التاريخ
نُشرت ورقتان بحثيتان عام 1994 تبشران بفهم أعمق لارتكاس الجهاز المناعي الفطري، وتمليان الطبيعة اللاحقة للجهاز المناعي التكيفي. أعد الورقة الأولى جراحو زراعة الأعضاء الذين أجروا تجربة مضبوطةً موهمةً ثنائية التعمية استباقيةً معشاة. كشف إعطاء ديسموتاز الفائق (آر إتش إس أو دي) لدى مستقبلي الطعم الخيفي الكلوي من الأموات زيادة البقيا لدى المرضى والطعوم مع تحسن الرفض المناعي المزمن والحاد. تكهن الباحثون أن الآثار ارتبطت بالفعالية المضادة للتأكسد في الإصابة البدئية الناجمة عن نقص التروية أو عودتها في الطعم الخيفي الكلوي، وبالتالي نقص التوليد المناعي في الطعم الخيفي والجسد الميت أو الخلايا المعرضة للشدة.
اقترحت الورقة الثانية إمكانية اكتشاف الجهاز المناعي للخطرعبر سلسلة مما يعرف الآن بجزيئات النماذج الجزيئية المرافقة للأذية. تعمل هذه الجزيئات بالتنسيق مع الإشارات الإيجابية والسلبية المشتقة من الأنسجة الأخرى. بشرت هذه الورقة بالمعنى الحديث لدور النماذج الجزيئية وعمليتي الأكسدة والإرجاع المدروستين في هذا المقال، وهما عمليتان بارزتا الأهمية في سياق مقاومة الحيوانات والنباتات للعوامل الممرضة والاستجابة للضرر الخلوي أو الأذية. لم تكتشف هذه النماذج حتى عام 2004 على يدي سونغ وماتزنغر رغم ملاحظة العديد من علماء المناعة باكرًا قدرة إشارات الخطر المتنوعة على تحريض جهاز المناعة الفطري.